# Eustomias vitiazi
Eustomias vitiazi is een straalvinnige vissensoort uit de familie van Stomiidae. De wetenschappelijke naam van de soort is voor het eerst geldig gepubliceerd in 1974 door Parin & Pokhil'skaya.